# Dioxină

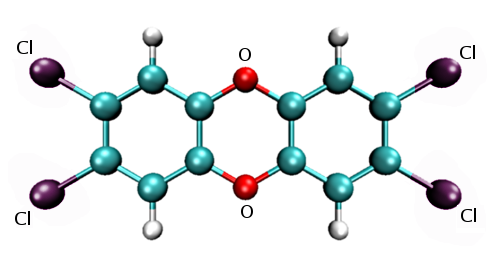
2,3,7,8-tetrachlorodibenzo-p-dioxin (TCCD)

Dioxinele sunt compuși chimici foarte toxici care sunt poluanți organici persistenți (POP). Majoritatea sunt produși secundari ai diferitelor procese industriale, iar în cazul bifenililor policlorurați (PCB) și bifenililor polibromurați (PBB), fac parte din unele amestecuri produse.
Un grup aparte este cel al dibenzo-p-dioxinelor policlorurate (PCDD). Toate aceste substanțe au potențial toxic și cancerigen. Cea mai toxică și cea mai studiată este 2,3,7,8 tetraclorodibenzo-p-dioxin (TCDD).
Conținutul de dioxine este suma policlorodibenzo-para-dioxinelor (PCDD) și a policlorodibenzofuranilor (PCDF), exprimată în echivalente toxice ale Organizației Mondiale a Sănătății (OMS) pentru aplicarea TEF-OMS (factori de echivalență toxică, 1997). Conținutul se exprimă în conținut superior, cu alte cuvinte conținuturile se calculează presupunând că toate valorile elementelor înrudite diferite mai mici decât pragul de detecție sunt egale cu pragul de detecție.

## Istoric
Prima dioxină a fost sintetizată în 1872, dar negăsindu-i-se nicio utilizare practică a rămas doar la faza de sinteză de laborator. S-a constatat ulterior că dioxinele și clorobenzofuranii apar în mediu ca produși secundari în industria de sinteză chimică (a compușilor organici clorurați), în industria hârtiei, în procesele de incinerare a rezidurilor chimice și menajere sau pot rezulta în urma erupțiilor vulcanice . Debarasarea de dioxine, fără contaminarea mediului sau a populației este greu de realizat. Metoda cea mai bună este incinerarea la temperaturi de 1000 °C și chiar peste. Nivelul actual de expunere la dioxină (admis de OMS) este de 1-3 picograme/kg corp, în țările industrializate.
Prin înlocuirea tuturor atomilor de hidrogen din ciclurile benzenice se pot forma 75 de compuși diferiți ai dibenzodioxinei de la monocloro- la octocloro- dioxine.

## Proprietăți fizice și chimice
Sunt substanțe inodore, incolore,foarte stabile, lipofile și insolubile în apă. Compușii în care clorul ocupă pozițiile 2,3,7 sau 8 sunt în special toxice pentru păsări, pești sau mamifere deoarece se metabolizează rapid și ajung în ficat, țesuturi adipoase apoi piele și mușchi. Odată dizolvate în țesutul adipos persistă în organism timp de mai mulți ani (durata de înjumătățire este de 7 ani).
Nu prezintă izomerie optică, fiind o moleculă simetrică.

## Pericole pentru oameni și animale
Pentru că se bioacumulează și au timpul de înjumătățire mare expunerea cronică poate să ducă la consecințe asupra sănătății cum ar fi: disfuncții reproductive, dereglări ale tiroidei, diabet, endometrioză, afectarea sistemului imunitar și a sistemului nervos (central și periferic), sarcom și cloracnee. La concentrații foarte reduse pot fi periculoase. Pe durată îndelungată ele acționează negativ asupra sistemului corporal de imunitate, producând îmbolnăviri grave ale pielii, ale căilor respiratorii, ale glandei tiroide și ale aparatului digestiv. Prin încercări făcute pe animale s-au dovedit și efecte cancerigene. Cea mai cunoscută dioxină este tetraclorodibenzo-dioxina, - TCDD -, așa zisa otravă Seveso (toxină). Numele vine de la gravul accident chimic petrecut la Seveso. Chiar numai o milionime de gram (1/1.000.000) concentrație pe 1 Kg. de greutate corporală poate deveni mortală pentru organism.

## TCDD
TCDD este cea mai toxică substanță sintetizată de om și este asociată cu tetanos și botulism și este carcinogen.
În 1976 a avut loc un accident (dezastrul Seveso) la un reactor de fabricare a 2,4,5-triclorofenolului,  situat la 15 de km de Milano. Este cunoscut sub acest nume deoarece orașul Seveso a fost cel mai afectat.  În amestecul de toxice emis s-a identificat TCDD și se apreciază că au fost dispersate în mediu 1–5 kg. 193 de persoane s-au îmbolnăvit de cloracnee, neuropatie periferică iar mai târziu au apărut și cancere și malformații, au fost găsite 3300 de animale moarte și solul agricol a fost contaminat. Este considerat cel mai mare dezastru după Hiroshima.

## Alte caracteristici ale dioxinelor
Dioxina o dată produsă (generată) și intrată în mediul ambiant, se degenerează (degradează) doar foarte încet,  eventual localizându-se în corpul uman sau animal. Totuși cea mai mare parte (90-95%) a împovărării (otrăvirii) unui corp uman se poate face doar prin alimentație cu produse din carne sau produse lactate poluate de dioxină. Dioxinele iau naștere prin procese de ardere efectuate la anumite temperaturi, unde sunt implicate clorul și carbonul. Se pot da ca exemplu incendiile de păduri sau erupțiile vulcanilor. De asemenea, la procesele de producție cu participare de clor, pot fi generate dioxine. Se apreciază că dioxinele iau naștere la arderi cu o temperatură de peste 300 °C, iar la peste 900 °C sunt distruse.